# Bona Espero
| Esperanto |  |
| |  |
| Jazyk |  |
| |  |
| - Akademie esperanta - Gramatika - Slovníky - Esperantologie - Abeceda - Číslovky - Fundamento - lernu! - Letní škola esperanta                                                                             |  |
| |  |
| Organizace |  |
| |  |
| - UEA - TEJO - E@I - EEU - SAT - Český esperantský svaz - Česká esperantská mládež - Esperantské kluby - Katolíci                                                                                           |  |
| |  |
| Dějiny |  |
| |  |
| - Ludvík Lazar Zamenhof - Časová osa - Buloňská deklarace - Ido-schizma - Krize ata/ita - Neutrální Moresnet - Interhelpo - Pražský manifest - Bona Espero - Esperantské město                              |  |
| |  |
| Kultura |  |
| |  |
| - Esperantská setkání - Pasporta Servo - Hudba - Rozhlas - Finvenkismus - Homaranismus - Kabei - Politika - La Espero - Stelo - Symboly (vlajka) - UK - IJK - Esperantista - Rodilí mluvčí - Zamenhofův den |  |
| |  |
| Literatura |  |
| |  |
| - Autoři - Esperantské časopisy - Esperantské slovníky - PIV - Wikipedie - KAEST |  |
| |  |
| Úhly pohledu |  |
| |  |
| - Propedeutická hodnota - Srovnání s idem - Srovnání s interlinguou - Reformy - Odpor vůči esperantu |  |

Bona Espero (v esperantu Dobrá naděje, celým názvem Fazenda-Escola Bona Espero) je škola a statek pro chudé děti u města Alto Paraíso de Goiás v Brazílii. Tento dětský domov se základní školou (z počátku měl funkci polepšovny) byl založen v roce 1957 šesti brazilskými esperantisty za účelem vzdělávání dětí bez rodiny, nebo dětí v jiných rizikových životních situacích. Žáci se zde vzdělávají v pěti ročnících základní školy a většina z nich je tam také ubytována. Menší počet dětí z okolních vesnic a usedlostí je denně svážen školním mikrobusem, který platí stát. Nadaným dětem je poté umožněno navštěvovat školu v sousedním municipiálním městečku Alto Paraíso, ve kterém má instituce svůj vlastní dům s ubytováním na ulici Avenida Esperanto.

## Cíle

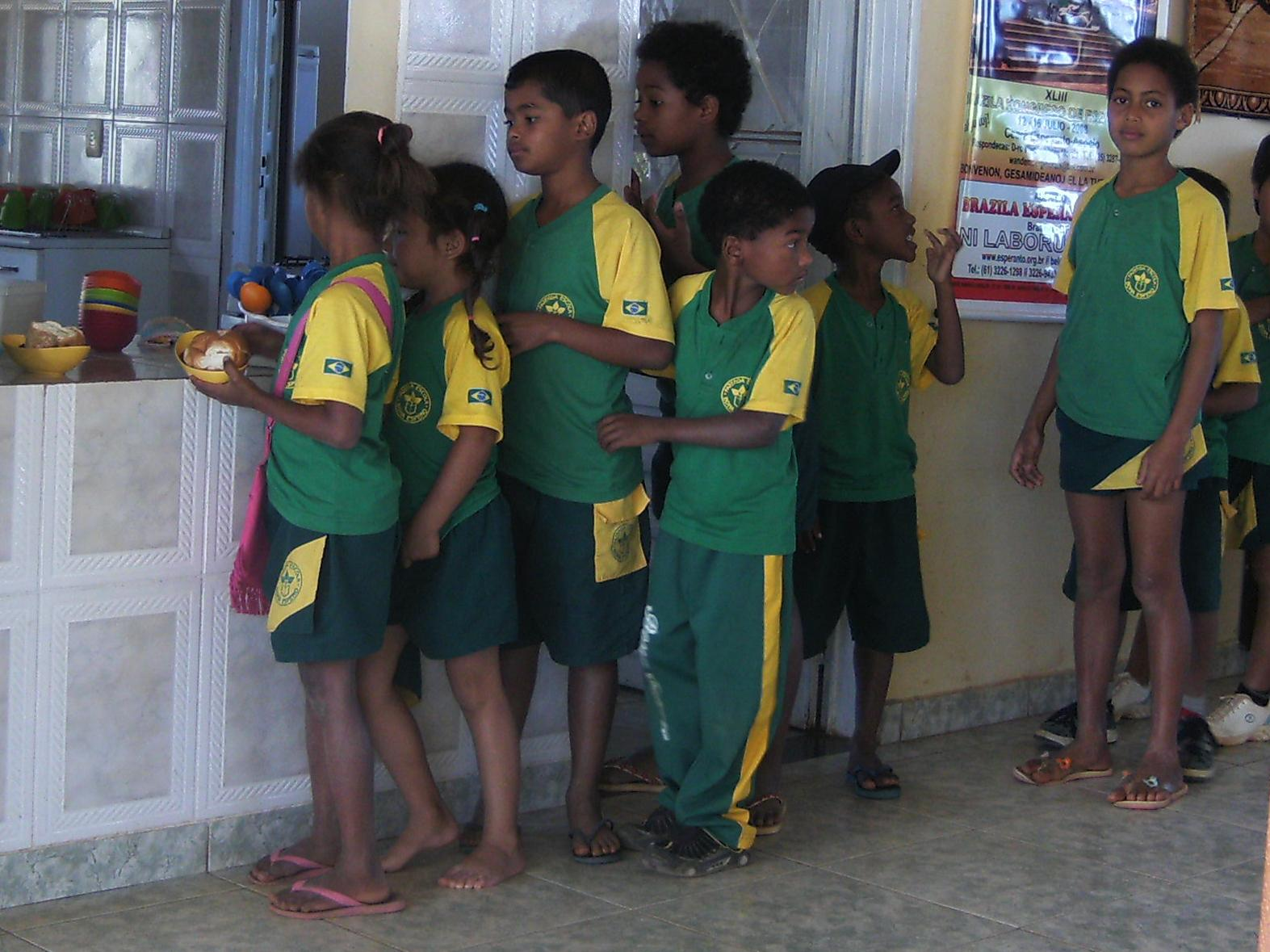
Žáci ve školních uniformách ve škole Bona Espero.

Ve škole Bona Espero esperantisté vzdělávají a vyučují děti, které nemají rodinu, nebo které žily v obtížných podmínkách. Prostředky na provoz jsou získávány díky finanční podpoře esperantistů z různých zemí, zejména od německého Podpůrného spolku a vlastními prostředky. Občanská instituce Bona Espero vlastní téměř 1000 hektarů půdy (tj. 10 km čtverečních), z nichž osm budov, zeleninové záhony a ovocný sad zabírají pouze 2 hektary. Stát svou pomoc omezuje téměř jen na bezplatné zajištění přívodu elektrické energie. Učitelé jsou placení státem. Bona Espero používá esperanto jako jazyk pro mezinárodní komunikaci při spolupráci se zahraničními dobrovolníky, vyučovacím jazykem je portugalština.

## Historie
Školu založilo roku 1957 šest brazilských esperantistů (Arthur Velloso, Renato Diniz, Neuza Esteves de Araújo, Elisabeth Pointcaré, Inês Nunes de Andrade a Camélia Gomes da Silva). Pro definitivní umístění školy vybrali místo na náhorní plošině poblíž města Alto Paraíso v centru Brazílie, 250 km severně od hlavního města Brasília.
Zakladatelé si přáli založit mezinárodní esperantské centrum, kde by mohli realizovat sociální práci, zemědělskou soběstačnost a využít esperanto na národní i mezinárodní úrovni. Dodnes někteří zakladatelé žijí a tvoří s jinými osobami (někteří jsou bývalí žáci této školy) vedení instituce. Většina členů vedení však bydlí mimo území statku. Od založení školy jí prošlo na 800 dětí, z nichž mnozí získali vyšší vzdělání a téměř 30 z nich dnes vyučují v sousedních městech jako diplomovaní učitelé a někteří z nich byli zvoleni do městských rad.
Od roku 1974 vedení školy převzal německo-italský manželský pár Ursula a Giuseppe Grattapaglia (včetně dvou synů) a školu vedli po dobu 35 let. V roce 1981 po návštěvě manželů Grattapagliových v Evropě byla v Německu založena organizace Bona Espero r.a. na podporu tohoto projektu.
Do roku 1997 byla Bona Espero soukromou školou. Poté, co kontrolní komise ministerstva práce napomenula pracovníky za to, že děti ve škole myjí nádobí, a označila to za jejich vykořisťování, rozhodli se pracovníci školu zavřít. V roce 2001 byla činnost školy formálně obnovena jako pobočka okresní veřejné školy v Alto Paraíso.
V současné době tento dětský domov se základní školou administruje brazilsko-italský manželský pár Ada Ferreira de Sousa a Riccardo Biaggi a generálním ředitelem instituce je významný brazilský advokát Ulisses Riedel sídlící v hlavním městě Brasília.

## Díla o Bona Espero
Žurnalista Roman Dobrzyński z Polské televize navštěvoval tento dětský domov po mnoho let a natočil o škole čtyři krátké dokumentární filmy a vydal knihu Bona Espero - idealo kaj realo v esperantu (Dobrá Naděje - ideály a realita), která byla představena během Světového kongresu v roce 2008. Tato kniha byla přeložena do portugalštiny manželi Grattapagliovými. V roce 2012 vyšla kniha v českém překladu na vlastních internetových stránkách.